# Furt

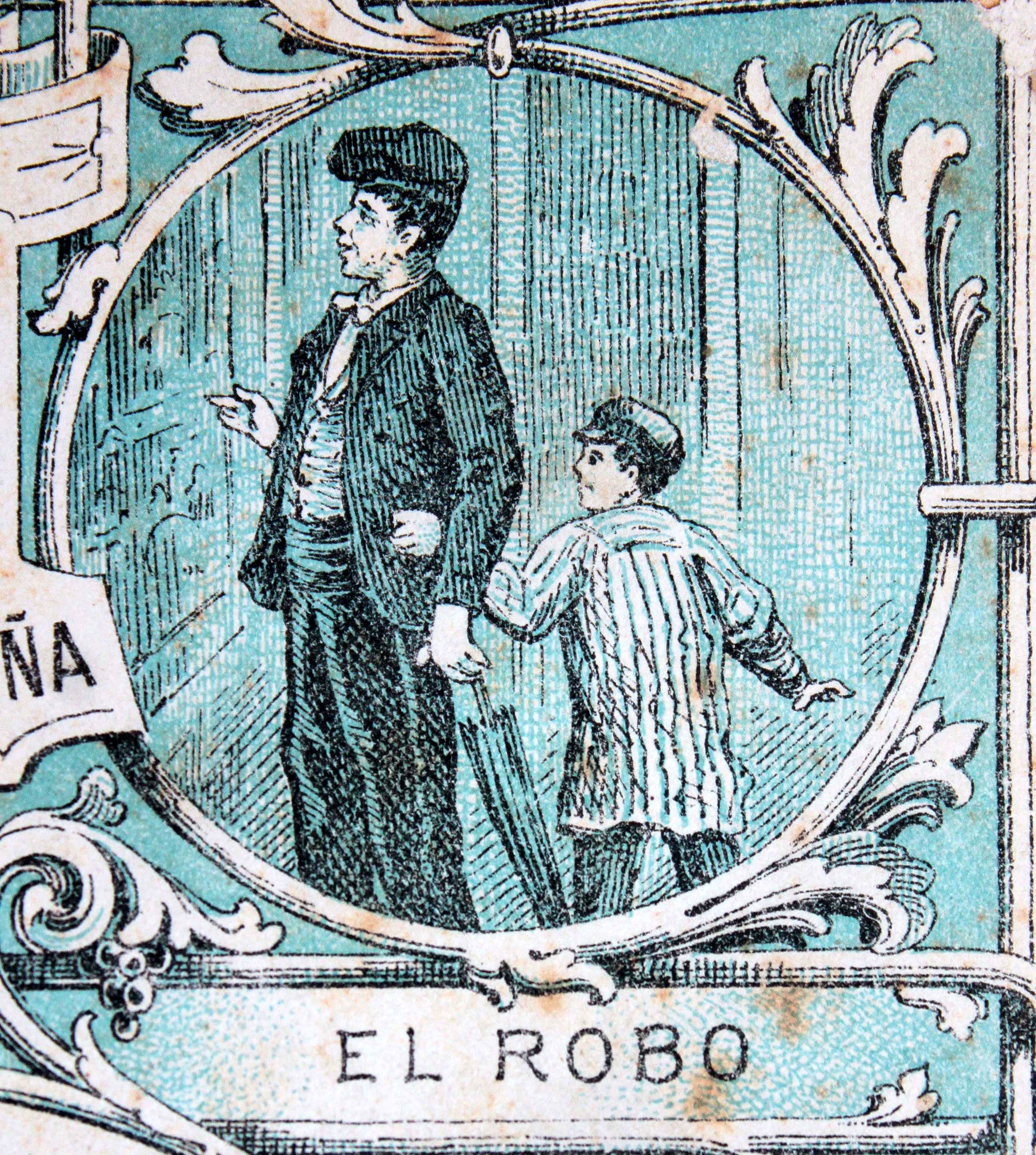
Il·lustració del segle XIX que mostra un furt

El delicte del furt consisteix en l'apropiació il·legítima d'una cosa moble, aliena a tot o en part, realitzat sense força en les coses, ni violència o intimidació a les persones. El furt es considerarà falta o delicte en funció del valor econòmic d'allò furtat. A l'estat espanyol es considera delicte a partir dels 400 €.
Aquesta definició del furt es construeix oposant-la a les del robatori i de l'extorsió. El furt requereix sempre apropiació, sense emprar de formes o modes especials, com la força sobre les coses o la violència física a les persones, característiques del robatori, o com la intimidació per a obligar a l'entrega, per exemple, pròpia de l'extorsió.
Amb l'execució del furt es viola la possessió de les coses mobles, considerada com simple estat de fet, qualsevol fos el seu origen, representi o no l'exercici d'un dret subjectiu sobre la cosa mateixa. No reclama la legitimitat de la detenció per part d'aquell o qui immediatament se sostrau la cosa; basta que l'apropiació sigui il·legítima quant a l'altre. Qualsevol possessió actual i no només la civilment emparada, es protegeix per la llei penal.
És requisit del furt, com dels altres delictes contra el patrimoni l'existència d'una intenció especial de l'autor, el que tècnicament es coneix com a element subjectiu de l'injust que és l'ànim de lucre, la intenció d'obtenir un enriquiment amb l'apropiació, d'aquest mode és possible diferenciar-ne conductes totalment lícites (per exemple prendre una cosa per a examinar-la) de les que tenen una clara il·licitud.